# Joël Pontet
Pour les articles homonymes, voir Pontet (homonymie).
Joël Pontet est un claveciniste et forte-pianiste français, né à Paris le 25 décembre 1949.

## Biographie
Élève de Huguette Dreyfus, puis de Kenneth Gilbert, il s'est intéressé très tôt au piano-forte  suivant les conseils de Jos  van Immerseel et l'enseignement de Paul Badura-Skoda. Outre des études universitaires (licence d'histoire, licence d'histoire de l'art et maitrise spécialisée de musicologie, ancien élève de l'Ecole pratique des hautes études, Joël Pontet a effectué également un parcours très complet au Conservatoire national supérieur de musique de Paris oú il a obtenu plusieurs premiers prix et effectué deux cycles de perfectionnement en particulier dans les classes de Robert Veyron-Lacroix, Norbert Dufourcq, Rémi Stricker, Jacques Casterède, Laurence Boulay, Christian Lardé, Marcelle Benoît. Lauréat des concours internationaux de clavecin de Paris-Radio-France (1979) et d’ Édimbourg (1982), il fut très vite remarqué par le grand flûtiste Michel Debost, avec qui il joua vingt années durant dans le monde entier au sein de l'ensemble "Secolo  Barocco".Claveciniste de l'orchestre Jean-François Paillard puis de l'Ensemble instrumental de France, il a joué en soliste avec la plupart des grands orchestres de chambre européens et sous la direction des plus grands chefs. Il a  participé à la publication en fac-similé d'œuvres de Méhul et Reicha pour les éditions Jean-Marc Fuzeau.  Il a enseigné au Conservatoire national supérieur de musique et de danse de Paris, à la Schola Cantorum puis à l'École normale de musique Alfred CortotProfesseur certifié de l'état, il a enseigné le clavecin, la musique ancienne et la musique de chambre dans les conservatoires à rayonnement départemental d'Aulnay-sous-Bois et de Mantes en Yvelines où il fut directeur des études  de 2009 à 2017. Il a participé durant douze ans à l'Académie-Festival des Arcs et donne régulièrement des conférences et des master classes sur l'interprétation du répertoire français destiné au clavecin et du répertoire viennois sur pianos d'époque.

## Discographie
Joël Pontet a effectué de nombreux enregistrements de musique de chambre (Bach, Vivaldi, Haendel, Mozart…). Pour le clavecin il a enregistré des œuvres de Bach (label BNL) : "ClavierÜbung II, Fantaisie chromatique et fugue, transcription de sonate), des pièces de Jean-Philippe Rameau (livre de 1728), Les Variations Goldberg  (Saphir productions).
Il a également enregistré sur pianoforte l'intégrale des Klavierstücke de Joseph Haydn ainsi que l'intégrale des fantaisies et pièces de Mozart (label Chamade).